# Minna Telde
Minna Kristina Telde, född 19 december 1974 i Falun, är en svensk dressyrryttare som tävlar för Svedens Ponnyklubb i Falun, Dalarna.
Minna Telde har hittills under sin karriär deltagit i två Olympiska Spel, OS 2004 i Aten med hästen Sack och OS 2012 i London med hästen Santana 1111. 
Minna Telde har även deltagit i två VM, tre EM under de senaste åren. 